# Mihaljevići (Chorwacja)
Mihaljevići – wieś w Chorwacji, w żupanii pożedzko-slawońskiej, w mieście Pleternica. W 2011 roku liczyła 2 mieszkańców.